# G Magazine
G Magazine è una rivista brasiliana dedicata principalmente ad un pubblico omosessuale di sesso maschile. È edita da Editora Fractal di Milano e contiene notizie, servizi fotografici a tematica LGBT.

## Panoramica
G Magazine è stata fondata nel 1997 da Ana Fadigas.
La rivista si è contraddistinta per aver pubblicato fotografie di nudo di decine di personaggi famosi brasiliani nonché celebrità straniere, come Warren Cuccurullo, chitarrista dei Duran Duran.
I personaggi dello spettacolo appartengono al mondo del cinema (Alexandre Frota, Matheus Carrieri, e Victor Wagner), della musica (Rodrigo Phavanello, Márcio Aguiar, e David Cardoso Jr), dello sport (Bruno Carvalho, Túlio Maravilha, Roger, Vampeta e Dinei, Alexandre Gaúcho, Rafael Córdova Wagner Limeira), e della televisione (concorrenti della versione brasiliana del Grande Fratello e altri reality show).

## Tiratura
G Magazine è distribuita su tutto il territorio brasiliano e, nel 2005, ha avuto una tiratura media mensile di circa 110 000 copie.

## Copertine

### 1997
| Numero | Cover          | Mese     | Note        |
| ------ | -------------- | -------- | ----------- |
| 001    | Vitor Xavier   | Ottobre  | modello     |
| 002    | Alex Rivera    | Novembre | gogo dancer |
| 003    | Marcelo Santos | Dicembre | gogo dancer |

### 1998
| Numero | Cover             | Mese      | Note                                   |
| ------ | ----------------- | --------- | -------------------------------------- |
| 004    | Bismark Corrêa    | Gennaio   | modello                                |
| 005    | Marcos Olivier    | Febbraio  | Porno attore                           |
| 006    | Hudson and Hira   | Marzo     | Ballerino - Carrapicho's band          |
| 007    | Lucas Palhares    | Aprile    | gogo dancer                            |
| 008    | Mauro Borges      | Maggio    | DJ                                     |
| 009    | Tom               | Giugno    | Ballerino - Boquinha da Garrafa's band |
| 010    | Sandro Zanata     | Luglio    | modello                                |
| 011    | Mateus Carrieri   | Agosto    | porno attore                           |
| 012    | Gilson Machado    | Settembre | Attore - A Praça é Nossa's TV show     |
| 013    | David Cardoso Jr. | Ottobre   | attore                                 |
| 014    | Alex Sanches      | Novembre  | ballerino - Gera Samba's band          |
| 015    | Sexy Power Man    | Dicembre  | gogo dancers group                     |

### 1999
| Numero | Cover               | Mese      | Note                       |
| ------ | ------------------- | --------- | -------------------------- |
| 016    | Vampeta             | Gennaio   | Calciatore - Corinthians   |
| 017    | Dinei               | Febbraio  | Calciatore - Corinthians   |
| 018    | Victor Wagner       | Marzo     | attore                     |
| 019    | David Cardoso       | Aprile    | attore                     |
| 020    | You Can Dance       | Maggio    | boyband                    |
| 021    | Rodrigo Pavanello   | Giugno    | cantante/attore            |
| 022    | Márcio Duarte       | Luglio    | cantante                   |
| 023    | Nico Puig           | Agosto    | attore                     |
| 024    | Roger Rocha Moreira | Settembre | cantante - Ultraje a Rigor |
| 025    | Roger               | Ottobre   | Calciatore - São Paulo     |
| 026    | Oswaldo Lot         | Novembre  | modello                    |
| 027    | Beto Vasconcelos    | Dicembre  | modello                    |

### 2000
| Numero | Cover             | Mese      | Note                      |
| ------ | ----------------- | --------- | ------------------------- |
| 028    | Robson Caetano    | Gennaio   | atleta                    |
| 029    | Alexandre Lenzi   | Febbraio  | atleta di jet ski         |
| 030    | Rubens Caribé     | Marzo     | attore                    |
| 031    | Flavio Maciel     | Aprile    | modello                   |
| 032    | Créo Kellab       | Maggio    | attore                    |
| 033    | Marcelo Picchi    | Giugno    | attore                    |
| 034    | Latino            | Luglio    | cantante                  |
| 035    | Esnar Ribeiro     | Agosto    | cowboy                    |
| 036    | Mateus Carrieri   | Settembre | porno attore              |
| 037    | Márcio Aguiar     | Ottobre   | ballerino                 |
| 038    | Ricardo Feitoza   | Novembre  | modello                   |
| 039    | Warren Cuccurullo | Dicembre  | chitarrista - Duran Duran |

### 2001
| Numero | Cover               | Mese      | Note                       |
| ------ | ------------------- | --------- | -------------------------- |
| 040    | Thiago Toqueton     | Gennaio   | reality show - No Limite 1 |
| 041    | Wander              | Febbraio  | photographer               |
| 042    | Rodrigo Pavanello   | Marzo     | cantante/attore            |
| 043    | Fábio Borges Mello  | Aprile    | cantante - Os Travessos    |
| 044    | Reinaldo            | Maggio    | cantante - Terra Samba     |
| 045    | Henrique Alba       | Giugno    | modello                    |
| 046    | Luís Barra          | Luglio    | atleta                     |
| 047    | Rafael Vanucci      | Agosto    | cantante                   |
| 048    | Felipe and Fernando | Settembre | modelli                    |
| 049    | Alexandre Frota     | Ottobre   | attore porno               |
| 050    | Théo Becker         | Novembre  | attore                     |
| 051    | Wilson Ribeiro      | Dicembre  | modello                    |

### 2002
| Numero | Cover            | Mese      | Note                  |
| ------ | ---------------- | --------- | --------------------- |
| 052    | Tadeu Fracari    | Gennaio   | modello               |
| 053    | Marcelo de Paula | Febbraio  | modello               |
| 054    | Conraddo         | Marzo     | cantante/attore       |
| 055    | Renato Vianna    | Aprile    | modello               |
| 056    | Enrico           | Maggio    | cantante              |
| 057    | Marcus Deminco   | Giugno    | modello               |
| 058    | Bruno Carvalho   | Luglio    | Calciatore - Flamengo |
| 059    | Miguel Kelner    | Agosto    | modello/attore        |
| 060    | Rogério Rolim    | Settembre | modello               |
| 061    | Júlio Escaleira  | Ottobre   | modello               |
| 062    | Cláudio Farias   | Novembre  | parrucchiere          |
| 063    | Thales Fracari   | Dicembre  | modello               |

### 2003
| Numero | Cover             | Mese      | Note                                          |
| ------ | ----------------- | --------- | --------------------------------------------- |
| 064    | Alexandre Frota   | Gennaio   | attore porno                                  |
| 065    | Márcio Aguiar     | Febbraio  | ballerino                                     |
| 066    | Caio Cortez       | Marzo     | modello                                       |
| 067    | Marco Mastronelli | Aprile    | attore                                        |
| 068    | Caetano Zonaro    | Maggio    | modello/reality show - Big Brother Brasil 1   |
| 069    | Rafael González   | Giugno    | reality show - Acorrentados                   |
| 070    | Julian Righetto   | Luglio    | reality show - O Conquistador do Fim do Mundo |
| 071    | Willians          | Agosto    | attore                                        |
| 072    | Rafael Alencar    | Settembre | attore porno                                  |
| 073    | Marcelo Mathias   | Ottobre   | reality Show - Casa dos Artistas 3            |
| 074    | Aldo Freitas      | Novembre  | modello                                       |
| 075    | Túlio Maravilha   | Dicembre  | Calciatore                                    |

### 2004
| Numero | Cover                              | Mese      | Note                                |
| ------ | ---------------------------------- | --------- | ----------------------------------- |
| 076    | Klaus Hee                          | Gennaio   | cantante/modello                    |
| 077    | Fábio Meirelles                    | Febbraio  | modello/reality show - No Limite 3  |
| 078    | Marcelo Jakybales                  | Marzo     | modello                             |
| 079    | Robson Rodrigues                   | Aprile    | atleta                              |
| 080    | Rogério Dragone                    | Maggio    | reality show - Big Brother Brasil 4 |
| 081    | Alan Cavalcante                    | Giugno    | reality show - Big Brother Brasil 3 |
| 082    | Leandro Marinho                    | Luglio    | modello                             |
| 083    | Dimas Caetano                      | Agosto    | modello                             |
| 084    | Alexandre Frota                    | Settembre | porno attore                        |
| 085    | Mateus Carrieri and Kaíke Carrieri | Ottobre   | Attore e sua sorella                |
| 086    | Evandro Silveira                   | Novembre  | poliziotto                          |
| 087    | Marcos Baby                        | Dicembre  | DJ                                  |

### 2005
| Numero | Cover                | Mese      | Note                                |
| ------ | -------------------- | --------- | ----------------------------------- |
| 088    | Thiago Lira          | Gennaio   | reality show - Big Brother Brasil 4 |
| 089    | Alexandre Gaúcho     | Febbraio  | Calciatore - Figueirense            |
| 090    | Walther Verve        | Marzo     | attore                              |
| 091    | Júlio Capeletti      | Aprile    | modello                             |
| 092    | Alê Mañas            | Maggio    | reality show - Casa dos Artistas    |
| 093    | Alecsandro Massafera | Giugno    | fratello di Grazielli Massafera     |
| 094    | Danyboy              | Luglio    | cantante                            |
| 095    | Fabiano Borges       | Agosto    | Calciatore - Criciúma               |
| 096    | Victor Wagner        | Settembre | attore                              |
| 097    | Bruno Corner         | Ottobre   | modello                             |
| 098    | André Rocha          | Novembre  | modello                             |
| 099    | Edílson Buba         | Dicembre  | reality show - Big Brother Brasil 4 |

### 2006
| Numero | Cover                              | Mese      | Note                                |
| ------ | ---------------------------------- | --------- | ----------------------------------- |
| 100    | Alexandre Frota e Matheus Carrieri | Gennaio   | attori pornografici                 |
| 101    | Leandro Becker                     | Febbraio  | DJ                                  |
| 102    | Diogo Paris                        | Marzo     | nipote di Scheila Carvalho          |
| 103    | Ricardo Villani                    | Aprile    | modello                             |
| 104    | Gustavo Russi                      | Maggio    | ballerino - Tchacabum's band        |
| 105    | Carlos Issa                        | Giugno    | reality show - Big Brother Brasil 6 |
| 106    | Rogério Miranda                    | Luglio    | modello                             |
| 107    | Gustavo Moraes                     | Agosto    | ballerino                           |
| 108    | Daniel Costa                       | Settembre | reality show - Big Brother Brasil 6 |
| 109    | Bruno Canaan                       | Ottobre   | reality show - Jogo da Sedução      |
| 110    | Eric Lobão                         | Novembre  | Ex commissary Varig                 |
| 111    | Klaus Hee                          | Dicembre  | cantante/modello                    |

### 2007
| Numero | Cover                            | Mese      | Note                                |
| ------ | -------------------------------- | --------- | ----------------------------------- |
| 112    | Kléber Bambam                    | Gennaio   | reality show - Big Brother Brasil 1 |
| 113    | Iran Gomes                       | Febbraio  | reality show - Big Brother Brasil 6 |
| 114    | Bira and Caio                    | Marzo     | modelli                             |
| 115    | David Cardoso Jr.                | Aprile    | attore                              |
| 116    | Rodrigo Carvalho                 | Maggio    | modello                             |
| 117    | Emílio, Ricardo e Leandro Spezze | Giugno    | modelli                             |
| 118    | Matheus Ohana                    | Luglio    | paparazzo                           |
| 119    | Coy Cosendey                     | Agosto    | stunt actor                         |
| 120    | Rafael Córdova                   | Settembre | Calciatore - Vitória                |
| 121    | Filipe Iecker                    | Ottobre   | modello                             |
| 122    | Alexandre Albertoni              | Novembre  | cantante/modello                    |
| 123    | Wagner Limeira                   | Dicembre  | Calciatore - Grêmio                 |

### 2008
| Numero | Cover                                                                | Mese      | Note                           |
| ------ | -------------------------------------------------------------------- | --------- | ------------------------------ |
| 124    | Lucas Pugliessa                                                      | Gennaio   | modello/Calciatore - Palmeiras |
| 125    | Cláudio Andrade                                                      | Febbraio  | attore                         |
| 126    | Daniel Coelho                                                        | Marzo     | modello                        |
| 127    | André Morais                                                         | Aprile    | attore porno                   |
| 128    | Donato                                                               | Maggio    | gogo boy                       |
| 129    | Dan Smith                                                            | Giugno    | modello                        |
| 130    | Raphael Silva                                                        | Luglio    | modello                        |
| 131    | Gustavo Moretto                                                      | Agosto    | modello                        |
| 132    | Ismael Furtado e Rodrigo Carvalho                                    | Settembre | modelli                        |
| 133    | Maicon Araújo                                                        | Ottobre   | 2008 Mister Gay Florianópolis  |
| 134    | Richardson Ferreira                                                  | Novembre  | attore                         |
| 135    | Márcio Blade, Kayo Felipe, Ricardo Studenroth e Vinícius de Oliveira | Dicembre  | modelli                        |

### 2009
| Numero | Cover                        | Mese      | Note                             |
| ------ | ---------------------------- | --------- | -------------------------------- |
| 136    | Felipe Sacilotti             | Gennaio   | modello                          |
| 137    | Raga Junior                  | Febbraio  | modello                          |
| 138    | Samuel Finkler               | Marzo     | modello                          |
| 139    | Ricardo Villani              | Aprile    | modello                          |
| 140    | Toni Sales                   | Maggio    | cantante                         |
| 141    | Bruno Canaan                 | Giugno    | modello                          |
| 142    | Rafael Caumo                 | Luglio    | modello                          |
| 143    | Dorian, Reginaldo and Dennis | Agosto    | cantante - Calcinha Preta's band |
| 144    | Fernando Balcevicz           | Settembre | modello                          |
| 145    | Anderson Soares              | Ottobre   | 2009 Mister Gay Rio de Janeiro   |
| 146    | Marcos Seya                  | Novembre  | gogo dancer/modello              |
| 147    | Adriano Morais               | Dicembre  | gogo dancer/modello              |

### 2010
| Numero | Cover                                        | Mese      | Note                                                        |
| ------ | -------------------------------------------- | --------- | ----------------------------------------------------------- |
| 148    | Kayo Felipe                                  | Gennaio   | gogo dancer/modello (Speciale: Twilight/New Moon)           |
| 149    | Marcelo Brandão, Will e Igor Chafim          | Aprile    | modelli (Super-heroes: Captain America, Batman, Spider-Man) |
| 150    | Diego and Dirceu Duarte                      | Maggio    | Modelli gemelli                                             |
| 151    | Marcelo, Carlos, Paulo Henrique and Niccolas | Luglio    | modelli (Speciale calcio: 2010 FIFA World Cup)              |
| 152    | Marcelo Racanely                             | Settembre | modello (Charm Boy)                                         |
| 153    | Lucas Barreto                                | Ottobre   | modello (ex Fusiliers Marins)                               |
| 154    | Rafael Cardoso                               | Novembre  | modello (Fitness Boy)                                       |
| 155    | Thiago Queiroz                               | Dezember  | modello                                                     |

### 2011
| Numero | Cover                                         | Mese     | Note                                 |
| ------ | --------------------------------------------- | -------- | ------------------------------------ |
| 156    | Bruno de Cursino                              | Gennaio  | modello                              |
| 157    | Rodrigo Carvalho                              | Febbraio | reality show - Big Brother Brasil 11 |
| 158    | André Vidal                                   | Marzo    | modello                              |
| 159    | Alan Esteves                                  | Aprile   | modello                              |
| 160    | Evandro Belucco                               | Giugno   | modello                              |
| 161    | Eduardo Correa, Marlon Salles e Everton Gaeta | Luglio   | modelli (Trilogy of Pleasure)        |
| 162    | Junior Moreno                                 | Agosto   | modello (Full HD)                    |